# Александър Куртович
Доктор Александър Павлов Куртович или Зойрос паша (1841, Бейрут - 1917, Истанбул) е османски придворен лекар и учен от гръцко-български произход.

## Биография
Роден е през 1841 година в Бейрут в семейството на пловдивския възрожденец Павел х. Вълков (Куртович) Чалъков и православната сирийка Катибе, дъщеря на свещеник. Внук е на Вълко Куртович Чалъков, първи братовчед на д-р Александър Вълкович и д-р Георги Вълкович.
Родителите му се разделят и той остава да живее с майка си. Учи в гръцко училище, следва философия и медицина в Пиза, завършва Военното медициско училище в Цариград. През 1861 г. – след Хатихумаюна, е сред най-младите съучредители, а по-късно и председател на Елинистическото филологическо дружество в Константинопол, което е сред водещите и най-активните гръцки културни дружества от XIX и началото на XX век.
През 1865 година става главен инспектор на общественото здраве в Османската империя. Д-р Александрос Зойрос паша е лекар на султан Абдул Азис, както и на наследниците му Мурад V и Абдул Хамид II. През 1886 г. е изпратен от османското правителство на обучение в лабораторията на Луи Пастьор в Париж. Завърнал се в Цариград, оглавява новооткрития през 1893 г. Османски бактереологичен институт. Има големи заслуги в изолирането на противобясната ваксина, подготвя редица специалисти в областта на бактериологията, участва в медицински конгреси заедно с проф. Аристидис бей, включително в Рим през 1911 г.

## Допълнително четиво
- Men of the sultan: the beğlik sheep tax collectionsystem and the rise of a Bulgarian national bourgeoisie in nineteenth-century Plovdiv